# プロビデンス市長
プロビデンス市長（英: Mayor of Providence）は、アメリカ合衆国ロードアイランド州プロビデンス市の首長（市長）である。
市長の任期は、元々1年（6月-6月）であったが、1月-1月に、1913年に2年、1967年1月に4年に延長された。

## 一覧
| 氏名                              | 任期                        | 政党       |
| --------------------------------- | --------------------------- | ---------- |
| サミュエル・W・ブリッジャム       | 1832年6月 - 1840年12月31日  | ホイッグ党 |
| トーマス・M・バージェス           | 1841年2月2日 - 1852年6月    | ホイッグ党 |
| エイモス・C・バーストウ           | 1852年6月 - 1853年6月       | ホイッグ党 |
| ウォルター・R・ダンフォース       | 1853年6月 - 1854年6月       | 民主党     |
| エドワード・P・ノウルズ           | 1854年6月-1855年6月         | ホイッグ党 |
| ジェームズ・Y・スミス             | 1855年6月 - 1857年6月       | 共和党     |
| ウィリアム・M・ロッドマン         | 1857年6月 - 1859年6月       | 共和党     |
| ジェイビズ・C・ナイト             | 1859年6月 - 1864年6月       | 共和党     |
| トーマス・A・ドイル               | 1864年6月 - 1869年6月       | 共和党     |
| ジョージ・L・クラーク             | 1869年6月 - 1870年6月       | 共和党     |
| トーマス・A・ドイル               | 1870年6月 - 1881年6月       | 共和党     |
| ウィリアム・S・ヘイワード         | 1881年1月 - 1884年1月       | 共和党     |
| トーマス・A・ドイル               | 1884年1月 - 1886年6月9日    | 共和党     |
| ギルバート・F・ロビンス           | 1886年6月9日 - 1889年1月    | 共和党     |
| ヘンリー・R・バーカー             | 1889年1月 - 1891年1月       | 共和党     |
| チャールズ・S・スミス             | 1891年1月 - 1892年1月       | 共和党     |
| ウィリアム・K・ポッター           | 1892年1月 - 1894年1月       | 民主党     |
| フランク・F・オルニー             | 1894年1月-1896年1月         | 共和党     |
| エドウィン・D・マクギネス         | 1896年1月 - 1898年1月       | 民主党     |
| ウィリアム・C・バーカー           | 1898年1月 - 1901年1月       | 民主党     |
| ダニエル・L・D・グレンジャー      | 1901年1月 - 1903年1月       | 民主党     |
| オーガスタス・S・ミラー           | 1903年1月 - 1905年9月26日   | 民主党     |
| イライシャ・ダイアー・ジュニア    | 1906年1月 - 1906年11月29日  | 共和党     |
| パトリック・J・マッカーシー       | 1907年1月 - 1909年1月       | 民主党     |
| ヘンリー・フレッチャー            | 1909年1月 - 1913年1月       | 共和党     |
| ジョゼフ・H・ゲイナー             | 1913年1月 - 1927年1月       | 民主党     |
| ジェームズ・E・ダン               | 1927年1月 - 1939年1月       | 民主党     |
| ジョン・F ・コリンズ              | 1939年1月 - 1941年1月       | 共和党     |
| デニス・J・ロバーツ               | 1941年1月 - 1951年1月       | 民主党     |
| ウォルター・H・レイノルズ         | 1951年1月 - 1965年1月       | 民主党     |
| ジョゼフ・A・ドーリー・ジュニア   | 1965年1月 - 1975年1月       | 民主党     |
| ヴィンセント・チャンチ            | 1975年1月 - 1984年4月25日   | 共和党     |
| ジョゼフ・R・パオリーノ・ジュニア | 1984年4月25日 - 1991年1月   | 民主党     |
| ヴィンセント・チャンチ            | 1991年1月 - 2002年9月5日    | 無所属     |
| ジョン・J・ロンバルディ           | 2002年9月5日 - 2003年1月6日 | 民主党     |
| デイヴィッド・チチリン            | 2011年1月3日 - 2003年1月6日 | 民主党     |
| エンジェル・タヴェラス            | 2011年1月3日 - 2015年1月5日 | 民主党     |
| ジョルジ・エロルサ                | 2015年1月5日 - 2023年1月2日 | 民主党     |
| ブレット・スマイリー              | 2023年1月2日 - 現在         | 民主党     |